# Sigara striata
Sigara striata – gatunek pluskwiaka z rodziny wioślakowatych (Corixidae).
Sigara striata jest małym wodnym pluskwiakiem występującym w wodach słodkich i słonawych. Ma silnie spłaszczone jasnobrązowe ciało. Jak wszystkie wioślaki ma długie tylne nogi, które pomagają w pływaniu. Przedtułów ciemny, w kształcie trójkąta z jasnymi małymi paskami. Dość długie środkowe odnóża, prawie długości tylnych. Pokrywy pokryte małymi, oddzielonymi od siebie wzorkami. Gatunek ten występuje w Europie. W Polsce jest pospolity. Można go spotkać w małych, zarośniętych zbiornikach wodnych.